# Cadbury (Royaume-Uni)
Pour les articles homonymes, voir Cadbury (homonymie).
Cadbury est un village et une paroisse civile du Devon, situé dans l'Angleterre du Sud-Ouest. 